# El Mundo (canción de Molotov)
"El Mundo" es una canción del grupo de rock mexicano Molotov, incluido en el disco Apocalypshit. Fue su segundo sencillo de ese álbum a finales de 1999. El tema "samplea" a la antigua canción El Mundo se va a acabar de la mítica agrupación de cumbia y jarocho veracruzano mono blanco.

## Descripción
La canción trata sobre la conciencia del medio ambiente y haciendo parodia a lo que sería el apocalipsis y el fin del mundo que según 
se dio al inicio del año 2000 el cual es el tema principal del álbum en general, según el propio Tito Fuentes le gusta la canción y ya la había escuchado antes y propuso incluir una parte del tema al álbum como tributo a la banda.
La canción ha sido una de las pocas escuchadas por los fanáticos de la banda pero a pesar de eso se mantuvo fuertemente en las listas de singles europeos alcanzando el número 7 entre 2 semanas, eso paso al igual que el vídeo, es uno de los poco conocidos y en él se mantiene el contexto de la canción y en el aparecen los propios integrantes de la banda al que hace homenaje.
En diciembre del 2012 la canción fue abordada nuevamente, esta vez fue mezclada en un remix por P4R4S1T0 un DJ con gran influencia en México y amigo de la propia banda molotov, esto para hacer alusión al supuesto apocalipsis maya del 2012.
Actualmente esta canción nunca se ha tocado en vivo y ni mucho menos el vídeo ha sido reproducido de nuevo en los canales de música.
La duración (7:11 minutos) en el álbum Apocalypshit se debe a que después de la canción, se hace una gran pausa para dejar un "bonus track" de Mickey Huidobro eructando para la introducción y algunas partes de la canción con el mismo nombre (Apocalypshit)

## Lista de canciones del sencillo
Sencillo en CD 1
1. "El Mundo" (Versión Sencillo) –4:27
2. "El Mundo" (Remix) –3:39

CD, Single Enhanced
1. "El Mundo" (Versión Sencillo) –4:27
2. "El Mundo" (Remix) –3:39

Enhanced Content
1. "Juego interactivo" Ouija d' Put-a
2. "Screensaver" de "El Mundo"

- Datos: Q16559991